# 12:5
12:5 – pierwszy album koncertowy Pain of Salvation. Koncert został nagrany w mieście Eskilstuna w Szwecji skąd pochodzą muzycy. Data koncertu stała się zarazem tytułem albumu (12 maja – 12:5). Koncert został wykonany w formie unplugged i zawierał utworzy z poprzednich płyt studyjnych zespołu z wyjątkiem One Hour by the Concrete Lake.

## Lista utworów
Book I: Genesis
1. "Brickwork Part I (Leaving Entropia T5 A)" – 5:44
2. "Brickwork Part II (This Heart of Mine T5)" – 2:35
3. "Brickwork Part III (Song for the Innocent T5)" – 1:23
4. "Brickwork Part IV (Descend 1)" – 0:37
5. "Brickwork Part V (Leaving Entropia T5 B)" – 0:48
Book II: Genesister
6. "Winning a War T5" – 7:52
7. "Reconciliation T5" – 4:22
8. "Dryad of the Woods T5" – 5:37
9. "Oblivion Ocean T5" – 5:18
10. "Undertow T5" – 5:46
11. "Chainsling T5" – 4:25
Book III: Genesinister
12. "Brickwork Part VI (Ascend 1)" – 1:39
13. "Brickwork Part VII (Ascend 2)" – 1:19
14. "Brickwork Part VIII (Second Love)" – 4:12
15. "Brickwork Part IX (Ashes T5)" – 5:12
16. "Brickwork Part X (Descend 2)" – 3:51

## Twórcy
- Daniel Gildenlöw – główny wokal, gitara
- Fredrik Hermansson – pianino
- Johan Hallgren – gitara, poboczne linie wokalne (główny wokal w refrenie utworu "Chain Sling")
- Johan Langell – perkusja, wokal
- Kristoffer Gildenlöw – gitara basowa, wiolonczela, wokal